# Estadio Municipal de Santo Domingo
El Estadio Municipal de Santo Domingo es un estadio situado en El Ejido, Almería, en el que disputa sus partidos como local el Club Deportivo El Ejido 2012. Su terreno de juego es de hierba natural y la capacidad de sus graderíos es de 7870 espectadores. El estadio fue inaugurado en 2001. Desde su construcción, fue el campo donde jugaba el Club Polideportivo Ejido, hasta que dicho club desapareció en 2012.

## Información general
Propiedad del Ayuntamiento de El Ejido y gestionada por el Instituto Municipal de Deportes de El Ejido.
Cuenta con campo de fútbol de césped, pista de atletismo y diez vestuarios. La superficie total es de 7140 m². Está concebido como un espacio multifuncional que permitirá la práctica del fútbol, atletismo, tiro con arco, musculación, aeróbic y acogerá distintos espectáculos.
Actualmente es utilizado por el equipo de fútbol de la ciudad, el Club Deportivo El Ejido 2012, para el desarrollo de entrenamientos y partidos de competición.

## Otros Acontecimientos
En el 2005 acogió un encuentro de la selección sub-21. El partido, que fue contra la San Marino, acabó en 14-0, mayor goleada conseguida por la selección.
Albergó la fase premilinar y fue subsede del torneo de fútbol de los Juegos Mediterráneos 2005. De cara a los Juegos, se habilitaron salas específicas para prensa, vips, organización, control de dopaje, federación y voluntarios. 
El sábado 30 de junio de 2007, el mítico grupo británico The Rolling Stones actuó en el Estadio de Santo Domingo, en un concierto que se enmarcó dentro de su gira mundial A Bigger Bang Tour. Precisamente las características de estas instalaciones fueron decisivas a la hora de ganar la 'batalla' a otras ciudades como Zaragoza o Jerez de la Frontera. Además, fue uno de los pocos espectáculos en los que se pudo montar íntegro el escenario, de enormes proporciones, que reproduce 'The Globe', corrala en la que Shakespeare estrenaba sus obras teatrales. A dicho concierto, acudieron más de 50 000 personas, las cuales llegaron de diversos puntos no sólo de Andalucía o España, sino también del resto del mundo.